# 元叉
元 叉（げん さ、486年 - 526年）は、北魏の皇族。名は乂（がい）。字は伯儁。小字は夜叉。

## 経歴
江陽王元継の長男として生まれた。宣武帝のとき、員外散騎侍郎の位を受けた。霊太后が臨朝称制すると、元叉は霊太后の妹の夫だったため、通直散騎侍郎に進んだ。北魏の朝廷における元叉の権勢は日増しに盛んとなり、散騎常侍・光禄少卿に任じられ、嘗食典御を兼ね、光禄卿に進んだ。侍中に転じ、領軍将軍の号を加えられた。門下省にあって、禁兵を統括し、霊太后に深く信任された。
520年（正光元年）7月、元叉は孝明帝に顕陽殿への出御を請い、劉騰が永巷門を閉ざして霊太后を足止めした。元叉は含章殿で清河王元懌を捕らえて、その夜にうちに殺害した。元叉は霊太后を北宮に幽閉し、高陽王元雍とともに輔政にあたる体制を作りあげた。常に禁中に宿直し、孝明帝には姨父と呼ばれた。
以後、元叉は北魏の軍事と国事の機密を細大にかかわらず全て決裁した。8月、中山王元熙が元叉を討つことを名目に起兵したが、敗死した。まもなく元叉は衛将軍に転じた。521年（正光2年）3月、右衛将軍奚康生が元叉の殺害を計画して処刑された。この後、孝明帝が徽音殿に居を移すと、元叉は殿の右に入って起居した。
523年（正光4年）に劉騰が死去すると、元叉の権勢も綻びを見せ始めた。524年（正光5年）秋、霊太后が群臣の前で母子の隔離を嘆き、いっそ出家して嵩高閑居寺で修道したいと言い出した。孝明帝と群臣は叩頭して再考を求めたが、霊太后は声を荒らげて、撤回する意志を示さなかった。孝明帝は嘉福殿に数日間泊まり込んで、太后とともに元叉排除のための密謀を巡らせた。
525年（孝昌元年）になって、元叉と親しい関係にあった徐州刺史元法僧が反乱を起こしたことも、元叉の立場をますます悪化させた。孝明帝と霊太后が洛陽南郊の洛水に遊び、高陽王元雍の懇請を容れてその邸に幸すると、ここで元叉排斥の計が定まった。2月、元叉は領軍の任を解かれ、兵権を剥奪された。代わって驃騎大将軍・儀同三司・尚書令・侍中・領左右とされた。後に宮中での宿泊を禁止され、さらに侍中の任を解かれた。朝に宮中に入ろうとすると、門番が立ち入りを許さなかった。まもなく官爵を剥奪されて、民とされた。
526年（孝昌2年）3月20日夜、禁兵2000人に私邸を包囲され、弟の元爪とともに賜死された。霊太后はなおも妹のために、侍中・驃騎大将軍・儀同三司・尚書令・冀州刺史の位を元叉に追贈した。長陵の墓場に葬られた。

## 妻子

### 妻
- 胡玄輝（胡国珍の娘、霊太后の妹、新平郡君、馮翊郡君）

### 男子
- 元亮（字は休明、平原郡開国公、江陽王、北斉が建国されると降封された）
- 元穎（字は稚舒、庶長子、秘書郎中、元叉の死後、南朝梁に亡命した。子に元善がいた）

### 女子
- 不詳（長女、早逝、贈郷主）
- 元僧児（王子建の妻）

## 伝記資料
- 『魏書』巻16 列伝第4
- 『北史』巻16 列伝第4
- 魏故使持節侍中驃騎大将軍儀同三司尚書令冀州刺史江陽王元公之墓誌銘（元乂墓誌）